# Спонтанное деление
Спонта́нное деле́ние — разновидность радиоактивного распада тяжёлых атомных ядер. Спонтанное деление является делением ядра, происходящим без внешнего возбуждения (вынужденного деления), и даёт такие же продукты, как и вынужденное деление: осколки (ядра более лёгких элементов) и несколько нейтронов. По современным представлениям, причиной спонтанного деления является туннельный эффект.
Вероятность спонтанного деления растёт с увеличением числа протонов в ядре. Эта вероятность зависит от параметра {\displaystyle Z^{2}/A,} где Z — число протонов, а A — общее число нуклонов. При приближении значения этого параметра к 45 вероятность спонтанного деления стремится к единице, что накладывает ограничения на возможность существования сверхтяжёлых ядер.
Для ядер таких элементов, как уран и торий, спонтанное деление является очень редким процессом; их ядра намного чаще распадаются по другим каналам распада (значение параметра Z2/A для ядер урана и тория порядка 35). С увеличением показателя Z2/A вероятность спонтанного деления ядер быстро растёт.
Явление спонтанного деления используется в методе радиоизотопного датирования возраста ископаемых остатков, метеоритов и т.д.

## Скорость спонтанного деления
Скорости деления и их вероятности, а также количество образующихся нейтронов на 1 деление для некоторых ядер приведены в таблице:
| Ядро  | Период полураспада, лет | Вероятность спонтанного деления | Выход нейтронов на 1 деление | Поток нейтронов, г−1·с−1 |
| ----- | ----------------------- | ------------------------------- | ---------------------------- | ------------------------ |
| 235U  | 7,04·108                | 2,0·10−9                        | 1,86                         | 3,0·10−4                 |
| 238U  | 4,47·109                | 5,4·10−7                        | 2,07                         | 0,0136                   |
| 239Pu | 2,41·104                | 4,4·10−12                       | 2,16                         | 0,0220                   |
| 240Pu | 6569                    | 5,0·10−8                        | 2,21                         | 920                      |
| 250Cm | 8300                    | 0,80                            | 3,3                          | 2,1·1010                 |
| 252Cf | 2,638                   | 3,09·10−2                       | 3,73                         | 2,3·1012                 |

## История
Первым открытым процессом деления ядра было вынужденное деление изотопа урана-235 нейтронами.
Спонтанное деление было открыто в 1940 году советскими физиками Г. Н. Флёровым и К. А. Петржаком в результате экспериментальных исследований распада урана. Поскольку космические лучи создают в порождённых ими атмосферных ливнях космических лучей измеримый поток нейтронов, при опытах на поверхности земли экспериментально трудно отделить события спонтанного деления от вынужденного. Для снижения фона от космических лучей, мешающих изучению явления, в качестве экрана может служить многометровый слой грунта или воды. Поэтому опыты проводились в Московском метро (на станции «Динамо») на глубине 60 метров.